# Liza (rodzaj)
Liza – rodzaj ryb z rodziny mugilowatych (Mugilidae).

## Klasyfikacja
Gatunki zaliczane do tego rodzaju:

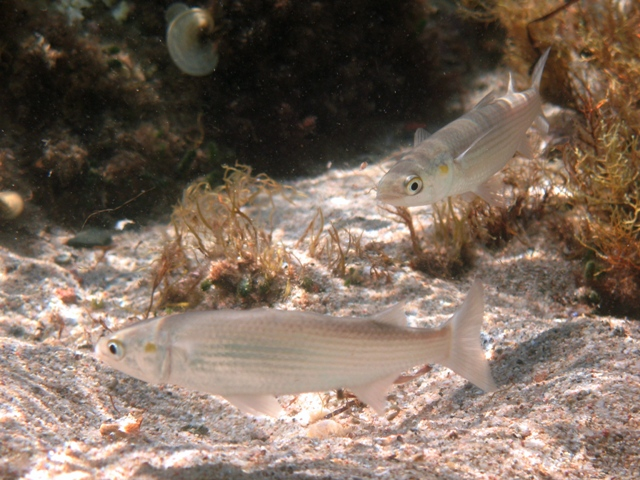
Liza abu
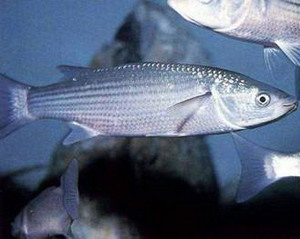
Liza affinis
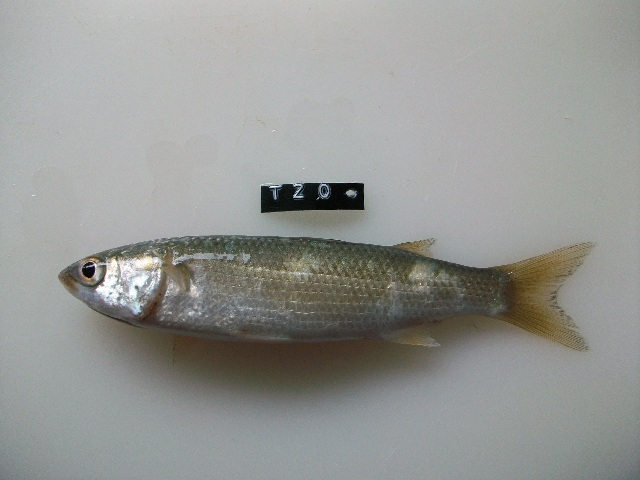
Liza alata
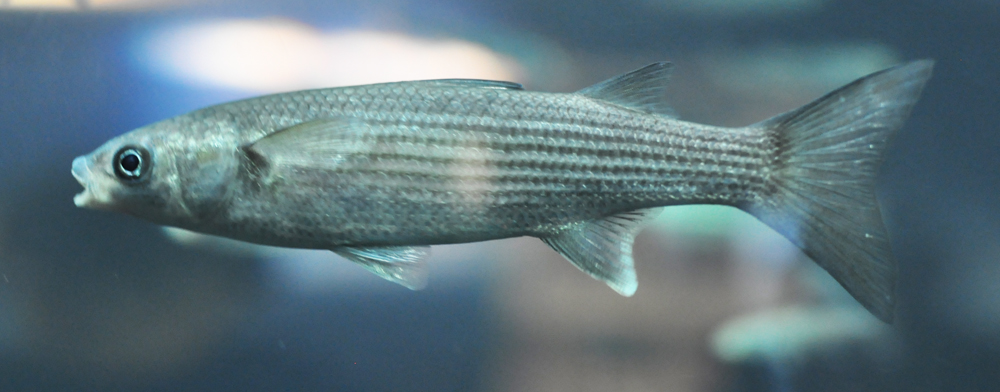
Liza argentea – liza złotoplama
- Liza aurata – cefal złocisty[5], singil[5], cefal złotogłowy[6], mugil złotogłowy[7]
- Liza bandialensis
- Liza carinata
- Liza dumerili
- Liza falcipinnis
- Liza grandisquamis – mugil wielkołuski[7]
- Liza haematocheila
- Liza klunzingeri
- Liza luciae
- Liza mandapamensis
- Liza persicus
- Liza ramada – cefal cienkowargi[8]
- Liza richardsonii
- Liza saliens
- Liza tricuspidens

- Liza aurata
- Liza ramada
- Liza richardsonii
- Liza saliens